# Ingrid van Bergen

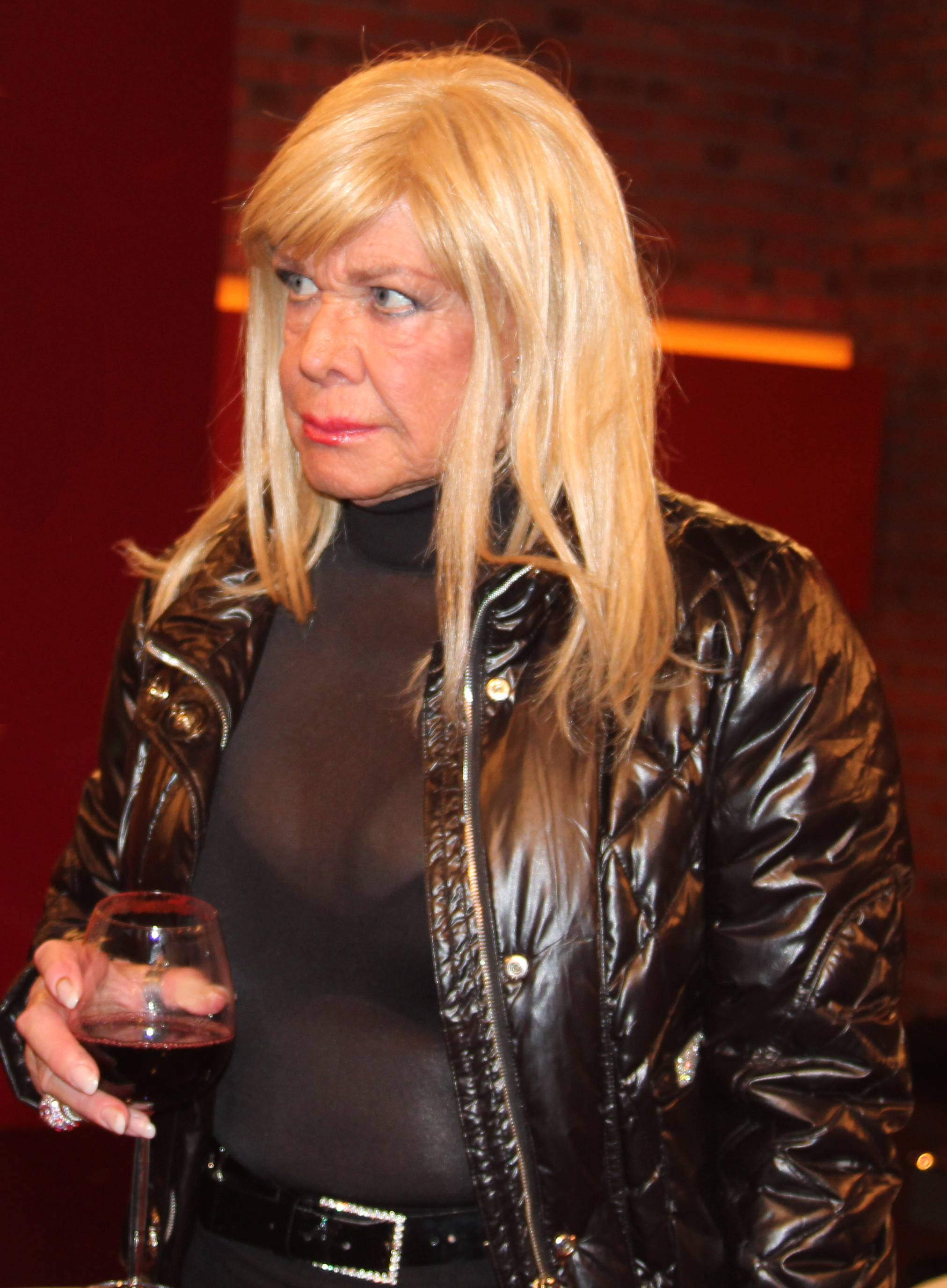
Ingrid van Bergen (2010)

Ingrid Maria van Bergen (* 15. Juni 1931 in Danzig-Langfuhr, Freie Stadt Danzig) ist eine deutsche Schauspielerin und Synchronsprecherin.

## Leben

### Kindheit und Jugend
Ingrid van Bergen wurde als zweites von vier Kindern des Lehrers Fritz van Bergen und dessen Ehefrau Ella im Danziger Stadtteil Langfuhr geboren. Ihre frühe Kindheit verbrachte van Bergen in Frankenau in Masuren (Ostpreußen), wo ihr Vater als Dorfschullehrer arbeitete. Sie besuchte aber häufig die Großeltern in Danzig. Ihre Mutter hatte wegen vier geborener Kinder das Mutterkreuz verliehen bekommen. Der Tod des Vaters als Soldat an der Ostfront – er fiel am 22. Juni 1941, dem ersten Tag des Unternehmens Barbarossa – machte sie zur Kriegswaise. Die Familie zog danach zu den Großeltern nach Zoppot, einer Nachbarstadt Danzigs. Van Bergen engagierte sich bei der Hitlerjugend in einer Spielschar und sang beispielsweise für Soldaten auf Fronturlaub und spielte  Märchen oder sang Volkslieder. Ihre Mutter floh nach den sowjetischen Luftangriffen auf Danzig gegen Ende des Zweiten Weltkrieges mit den vier Kindern zunächst durch Oliva und Langfuhr, dann mit einem kleinen Schiff über die Weichsel in die Danziger Bucht und schließlich mit der Moltkefels, die sie und 2000 weitere Menschen über die Ostsee nach Rostock, Lübeck oder Hamburg bringen sollte. Ein Angriff sowjetischer Bomber vor der Halbinsel Hela beschädigte und versenkte schließlich das Schiff, etwa 500 Menschen starben. Die Familie wurde mit einem Beiboot auf die Halbinsel gerettet. Dort, berichtete van Bergen später, sei sie als 13-Jährige von einem russischen Soldaten vergewaltigt worden, ein traumatisches Erlebnis, von dem sie ihrer Mutter nie erzählt habe. Die Mutter entschloss sich ein weiteres Mal zu einem Fluchtversuch mit dem Schiff, diesmal mit dem Ziel Kopenhagen, weil die deutschen Häfen wegen havarierter Schiffe blockiert waren. Van Bergen schilderte diese Situation: „Ich glaube, wir hatten überhaupt keine Angst mehr. Wir waren ganz fatalistisch …“
Sie erlebte das Kriegsende am 8. Mai 1945 in einem Auffanglager in Skagen, das an diesem Tag von den Dänen übernommen wurde. Dort wurde die Familie bis zur Rückkehr nach Deutschland im Jahr 1948 verpflegt und medizinisch versorgt. Van Bergen besuchte dort gemeinsam mit ihrem Bruder die Schule. Eine Stecknadel, die blind in eine Karte der französischen Besatzungszone gesteckt wurde, entschied über den zukünftigen Wohnort der Flüchtlinge, Metzingen. Von dort aus besuchte van Bergen regelmäßig die Isolde-Kurz-Oberschule in Reutlingen und legte auf dieser 1950 die Abiturprüfung ab.

### Karriere
Nach dem Abitur ließ sie sich an der Staatlichen Hochschule für Musik Hamburg zur Schauspielerin, später auch zur Sängerin ausbilden und verwirklichte so ihren lang gehegten Traum. Im Jahr 1953 war sie Mitbegründerin des politischen Kabaretts Die Kleinen Fische, ein Engagement bei den legendären Berliner Stachelschweinen schloss sich an. Im folgenden Jahr entdeckte Helmut Käutner sie für den Film. Besonders in Berlin trat sie auch im Theater auf.
In den 1950er und 1960er Jahren gehörte van Bergen zu den bekanntesten deutschsprachigen Filmschauspielerinnen und wurde bekannt für ihre „rauchige“ Stimme. Ihr Rollenfach waren Bardamen, Prostituierte und untreue Hausfrauen. Sie spielte beispielsweise mit O. W. Fischer, Joachim Fuchsberger und Heinz Rühmann. Es folgten etwa 200 Film- und Fernsehproduktionen, auch im internationalen Bereich – darunter Filme mit Christopher Lee, Klaus Kinski, Kirk Douglas, Robert Mitchum, William Holden und Giulietta Masina. Ihre Karriere entwickelte sich nunmehr kontinuierlich. Neben ihrer Filmtätigkeit blieb das Theater ein wichtiger Aspekt in ihrem Leben. Sie spielte an großen Bühnen in Berlin, Hamburg und München. Auch als Sängerin konnte sie Erfolge verzeichnen und veröffentlichte einige Schallplatten.
Nach ihrer Verurteilung zu einer Freiheitsstrafe wegen Totschlags und ihrer Haftentlassung 1982 gelang es ihr zunächst nicht, an ihre alte Schauspielkarriere anzuknüpfen. Der Regisseur Rosa von Praunheim besetzte sie schließlich in seinem Film Horror Vacui (1984). Auf die Theaterbühne kehrte sie am 12. Januar 1985 im Berliner Renaissance-Theater als Sinida in Leonid Nikolajewitsch Andrejews Verliebte Narren zurück. Eines ihrer ersten Fernseh-Engagements hatte sie in der Fernsehserie Losberg, in der sie bis 1988 die Parvenue Margot spielte. Trotz eines zeitweisen Umzugs nach Spanien wirkte sie in Deutschland in verschiedenen Fernsehproduktionen mit. In den 1990er Jahren verkörperte sie u. a. die sympathische Sekretärin Liebscher in der erfolgreichen Familienserie Unser Lehrer Doktor Specht und wirkte später in den Serien Mobbing Girls und Bewegte Männer mit. Die beruflichen Angebote für sie nahmen allmählich an Umfang zu und veranlassten sie außerdem, 1994 ihre Autobiographie zu veröffentlichen.
Im Jahr 2005 eroberte sie sich mit dem Einpersonenstück „Die Klatschmohnfrau“ nach einer Romanvorlage von Noëlle Châtelet eine Paraderolle und war damit
erfolgreich auf Theatertournee. Am Meininger Theater war sie im Jahr 2007 für vier Monate in der Produktion Love And War zu sehen. In einer im Mai 2008 ausgestrahlten Folge der VOX-Kochshow Das perfekte Promi-Dinner nahm van Bergen als Gastgeberin teil.
In den Sommermonaten der Jahre 2005 bis 2008 war van Bergen Ensemblemitglied der Störtebeker-Festspiele in Ralswiek auf der Insel Rügen. Nach einer Pause im Jahr 2009 war sie 2010 als „Signora de Rocca“ im Stück Der Fluch des Mauren wieder mit dabei. Im Januar 2009 nahm sie als Kandidatin an der RTL-Reality-Show Ich bin ein Star – Holt mich hier raus! teil, in der sie von den Zuschauern zur „Dschungelkönigin Ingrid I.“ gewählt wurde. Ab 2009 spielte van Bergen in der Serie Doctor’s Diary die Rolle der Mechthild von Buhren, welche Anfang 2011 den Serientod erlitt.
2010 stand sie abermals als „Klatschmohnfrau“ erfolgreich auf der Bühne und war mit dem Stück Die Nadel der Kleopatra von Philipp Moog und Frank Röth auf Tournee. In der WDR-Fernseh-Sendereihe Übernachtung & Frühstück wurde van Bergen 2011 von Lisa Ortgies vorgestellt. 2014 kürte sie Guido Maria Kretschmer in der Styling-Doku Shopping Queen mit dem Motto „Femme Fatale, wickle Deinen Mann um den Finger“ auf Vox zur Preisträgerin. 2011 wirkte sie auf ProSieben in Old Ass Bastards als Lockvogel mit. In der Sendereihe mit versteckter Kamera verwickeln rüstige Rentner auf belebten öffentlichen Plätzen junge Menschen in verfängliche Situationen.
Seit einigen Jahren ist van Bergen auch im Hörspielbereich aktiv. Zu ihren Rollen zählten dort unter anderem die „Lady Ducayne“ in Gesellschafterin gesucht!, die böse „Westhexe“ in Der Zauberer von Oz, die „Lappin“ in Die Schneekönigin von Hans Christian Andersen und „Elvira, die dickste Frau der Welt“ in Sherlock Holmes – Die Affenfrau.

## Privates
Ingrid van Bergen war viermal verheiratet, unter anderem mit dem Kabarettisten Erich Sehnke, dem Vater ihrer Tochter Andrea, und dem Schauspieler Michael Hinz, der unter anderem als Quentin Kirrin in der britischen Kinder-TV-Serie Fünf Freunde mitwirkte. Ihre gemeinsame Tochter Carolin starb 1990 mit 26 Jahren.
In der Nacht auf den 3. Februar 1977 erschoss van Bergen mit einem Revolver ihren 33-jährigen Geliebten, den Finanzmakler Klaus Knaths, in einer Villa am Starnberger See. Knaths wurde von zwei Kugeln in Brust und Bauch getroffen und erlag kurz darauf seinen Verletzungen. Ihre Töchter waren damals 12 und 19 Jahre alt. Der Strafprozess löste großes mediales Aufsehen aus; anwaltlich vertreten wurde sie von Rolf Bossi. Van Bergen wurde am 27. Juli 1977 wegen Totschlags zu sieben Jahren Freiheitsstrafe verurteilt. Nach Verbüßung von zwei Dritteln in der JVA Aichach in Bayern wurde sie am 2. Oktober 1981 wegen guter Führung vorzeitig entlassen.
Im Jahr 1994 zog van Bergen nach Mallorca, wo sie sich dem Tierschutz widmete und auf ihrer Finca über 100 Tiere beherbergte. 2001 kehrte sie mit ihren Tieren zurück nach Deutschland, auf einen Bauernhof im Ort Eyendorf in der Lüneburger Heide.
In einem Interview mit dem Stern erklärte sie 2009, sie sei bekennende Buddhistin. Erneut im Stern kündigte van Bergen 2013 ihren Umzug nach Hamburg an, den sie jedoch nicht umsetzte. Im Übrigen lebe sie vegetarisch und schreibe Kurzgeschichten aus der Sicht von Tieren. 2013 trat van Bergen in die Partei Mensch Umwelt Tierschutz ein. Seit 2020 lebt sie auf ihrem Bauernhof in Wohngemeinschaft mit einer Freundin aus ihrer Haftzeit.

## Filmografie, Serien, Fernsehauftritte (Auswahl)
- 1954: Bildnis einer Unbekannten
- 1955: Ingrid – Die Geschichte eines Fotomodells
- 1955: Des Teufels General
- 1955: Die Herrin vom Sölderhof
- 1955: Banditen der Autobahn
- 1956: Heute heiratet mein Mann
- 1958: Wir Wunderkinder
- 1958: Der Maulkorb
- 1958: Der eiserne Gustav
- 1958: Meine 99 Bräute
- 1959: Der blaue Nachtfalter
- 1959: Verbrechen nach Schulschluß
- 1959: Rosen für den Staatsanwalt
- 1959: Drillinge an Bord
- 1960: Als geheilt entlassen
- 1960: Bumerang
- 1960: Kein Engel ist so rein
- 1960: Das kunstseidene Mädchen
- 1960: Ich schwöre und gelobe
- 1960: Wir Kellerkinder
- 1960: Der Rächer
- 1961: Stadt ohne Mitleid (Town Without Pity)
- 1961: Wer sind Sie, Dr. Sorge? (Qui êtes-vous, Monsieur Sorge?)
- 1961: Das Geheimnis der gelben Narzissen
- 1961: Jack Mortimer (Fernsehfilm)
- 1962: Verrat auf Befehl (The Counterfeit Traitor)
- 1962: Dicke Luft
- 1962: Tunnel 28
- 1962: Genosse Münchhausen
- 1962: Ich bin auch nur eine Frau
- 1963: Erotikon – Karussell der Leidenschaften
- 1963: Allotria in Zell am See
- 1964: Freddy, Tiere, Sensationen
- 1964: Heiß weht der Wind
- 1965: Caroline und die Männer über vierzig (Moi et les hommes de 40 ans)
- 1967: Katz und Maus
- 1967: Jungfrau aus zweiter Hand
- 1968: Willst Du ewig Jungfrau bleiben?
- 1969: Auf Sch**ßer schießt man nicht
- 1969: Grimms Märchen von lüsternen Pärchen
- 1970: Was ist denn bloß mit Willi los?
- 1970: Die Gartenlaube
- 1970: Die Kriminalerzählung (Fernsehserie, eine Folge)
- 1971: Gebissen wird nur nachts – das Happening der Vampire
- 1972: Zum zweiten Frühstück: Heiße Liebe
- 1972: Was wissen Sie von Titipu?
- 1972: Tatort: Rattennest
- 1972: Die Schöngrubers (Fernsehserie)
- 1973: Alle Menschen werden Brüder
- 1973: Die Kriminalerzählung (Fernsehserie, eine Folge)
- 1976: Vier gegen die Bank
- 1983: Wer raucht die letzte?
- 1984: Horror Vacui
- 1985: Richy Guitar
- 1986: Ein Fall für zwei (Fernsehserie, Folge 46, Episode: Fasolds Traum)
- 1986–1987: Losberg
- 1987: Der Madonna-Mann
- 1988: Hotel St. Pauli
- 1989: Jenseits von Blau
- 1989: Praxis Bülowbogen – So schnell heilt keine Wunde (Fernsehserie, eine Folge)
- 1990: Neuner
- 1991: Haus am See
- 1991: Derrick – Wer bist Du, Vater ?
- 1992: Der demokratische Terrorist (Den demokratiske terroristen)
- 1992: Wolffs Revier – Mord hat Vorrang (Fernsehserie, eine Folge)
- 1993: Mord aus Liebe
- 1993: Barmherzige Schwestern
- 1993: Derrick – Mann im Regen
- 1994: Einfach nur Liebe
- 1995: Pakten – The Sunset Boys
- 1996: Tatort – Schlaflose Nächte
- 1996: Ein fast perfekter Seitensprung
- 1996: Faust – Babyraub (Fernsehreihe, eine Folge)
- 1996: Im Namen des Gesetzes – Staffel 2, Folge 16 Hinter den Kulissen
- 1997: Eine fast perfekte Scheidung
- 1998: Mobbing Girls (Fernsehserie)
- 1998: Nina – Vom Kinderzimmer ins Bordell (Fernsehfilm)
- 1999: Männer aus zweiter Hand
- 2000: Utta Danella – Der schwarze Spiegel
- 2000: Der Mörder in meiner Nähe
- 2001: Meine polnische Jungfrau
- 2003: Der alte Affe Angst
- 2004: Autobahnraser
- 2003–2005: Bewegte Männer (Fernsehserie)
- 2007: Neues vom Wixxer
- 2007: Pfarrer Braun – Ein Zeichen Gottes
- 2009: Ich bin ein Star – Holt mich hier raus! (Dschungelkönigin im Dschungelcamp)
- 2009–2011: Doctor’s Diary
- 2009: Dinosaurier
- 2010: C.I.S. – Chaoten im Sondereinsatz
- 2011: Cindy aus Marzahn und die jungen Wilden
- 2013: Promi Shopping Queen
- 2014: Promis suchen ein Zuhause
- 2015: Der Hafenpastor und das graue Kind
- 2015: Ich bin ein Star – Lasst mich wieder rein!
- 2015: Mila
- 2015: Dr. Klein (Fernsehserie, 7 Folgen)
- 2015: Tatort: LU
- 2017: Sharknado 5: Global Swarming

## Synchronisation
Als Synchronsprecherin lieh sie ihre Stimme unter anderem Honor Blackman (El Capitano), Annie Girardot (Die Novizinnen), Lee Grant (Hotelgeflüster) und Kathleen Turner (Californication).

## Hörspiele
- 2002: Evelyn Dörr: Der Mann im Mond – Ein Radioballett mit Charlie Chaplin. Stück für Akustische Bühne (in der Rolle Hedda Hopper) – Regie: Claudia Leist (Hörspiel / Feature – WDR)

## Autobiografie
- Ingrid van Bergen: Ingrid van Bergen. Autobiographie. Zebulon Verlag Düsseldorf 1994, ISBN 3-928679-27-9, 368 Seiten.